# Disciples (gruppo musicale)
Disciples (reso graficamente DISCIPLΞS) è un gruppo musicale britannico formatosi nel 2013. È costituito dai produttori discografici Nathan Vincent Duvall, Gavin Koolmon, e Luke McDermott.

## Storia del gruppo
Fondatosi a South London, la formazione ha visto i primi esiti commerciali con il pezzo They Don't Know, classificatosi nella top forty della Official Singles Chart e certificato argento dalla British Phonographic Industry grazie alle 200 000 unità di vendita.
Hanno raggiunto il successo internazionale per mezzo della hit How Deep Is Your Love, realizzata con Calvin Harris, che ha conseguito il livello di almeno platino in quindici nazioni, tra cui Brasile, Germania, madrepatria e Stati Uniti d'America. Il brano, vincitore di un MTV Video Music Award, è stato candidato per due BRIT Award, il principale riconoscimento musicale britannico, nel 2016.
On My Mind, resa disponibile nel 2017, ha valso al gruppo il loro secondo ingresso all'interno della top twenty nel Regno Unito, collezionando un disco di platino dalla BPI e uno d'oro per le unità totalizzate in Belgio e Paesi Bassi.
Hanno inoltre partecipato all'European Arena Tour di David Guetta, svoltosi nel corso del 2019, nonché al Tomorrowland.

## Discografia

### EP
- 2013 – Remedy EP
- 2015 – The Following EP

### Singoli
- 2013 – Remedy
- 2014 – Catwalk
- 2014 – Poison Arrow
- 2014 – They Don't Know
- 2015 – How Deep Is Your Love (con Calvin Harris)
- 2015 – Mastermind
- 2015 – Flawless
- 2016 – No Worries (con David Guetta)
- 2016 – Daylight
- 2017 – On My Mind
- 2017 – Jealousy
- 2018 – 48HRS
- 2018 – Atheist
- 2019 – No Ties
- 2019 – All Mine (con Eyelar)
- 2020 – Only the Gods/Better on My Own (feat. Anabel Englund)
- 2020 – I Got You
- 2020 – Whisper (con Dennis Ferrer e James Yuill)
- 2021 – Solid Gold (feat. Bshp)
- 2021 – The Pressure (con Eli & Fur)
- 2021 – Catch My Love (con Noizu e Moya)
- 2024 – If I Stay (con Delilah)